# Universal Pictures
Universal Pictures (юридично Universal City Studios LLC, також знана як Universal Studios або просто Universal; поширений метонім: Uni, раніше називалася Universal Film Manufacturing Company та Universal-International Pictures Inc.) — американська компанія з виробництва та розповсюдження фільмів, що належить Comcast через підрозділ NBCUniversal Film and Entertainment транснаціональної корпорації мас-медіа та розваг NBCUniversal.
Заснована в 1912 році Карлом Леммле, Марком Дінтенфассом, Чарльзом О. Бауманном, Адамом Кесселом, Петом Пауерсом, Вільямом Свонсоном, Девідом Хорслі, Робертом Х. Кокрейном і Жюлем Брулатуром, Universal є найстарішою
нині активною кіностудією в Сполучених Штатах; п'ятою найстарішою у світі після Gaumont, Pathé, Titanus і Nordisk Film; і найстарішим членом голлівудської «Великої п'ятірки» студій з точки зору загального кіноринку. Студії Universal Pictures розташовані в Юніверсал-Сіті, Каліфорнія, а корпоративні офіси розташовані в Нью-Йорку. 1962 року студію придбала MCA, 2004 року — NBCUniversal.
Universal Pictures є членом Американської асоціації кінокомпаній (MPA) і була однією з трьох найбільших кінокомпаній під час золотого віку Голлівуду.

## Підрозділи
- Universal Pictures International
  - Universal International Distribution
- Universal Pictures Home Entertainment
  - Universal Home Entertainment Productions
  - Universal 1440 Entertainment
  - DreamWorks Animation Home Entertainment
  - Universal Sony Pictures Home Entertainment Australia (спільне підприємство з Sony Pictures Home Entertainment)
  - Universal Playback
  - Studio Distribution Services (спільне підприємство з Warner Bros. Home Entertainment)
- Focus Features
- Universal Pictures International Entertainment
  - NBCUniversal Entertainment Japan
- Working Title Films
  - WT2 Productions
  - Working Title Television
- Carnival Films
- Rede Telecine (10 %, спільне підприємство з Canais Globo, Disney, Paramount Pictures та Metro-Goldwyn-Mayer)
- Illumination
  - Illumination Mac Guff
- Universal Animation Studios
- DreamWorks Animation
  - DreamWorks Animation Television
  - DreamWorks Classics
    - Big Idea Entertainment
    - Bullwinkle Studios (JV)
    - Harvey Films

  - DreamWorks Theatricals
  - DreamWorks New Media
    - Peacock Kids

  - DreamWorks Press
- OTL Releasing
- Back Lot Music
- Universal Brand Development
- United International Pictures (50 %, спільне підприємство з Paramount Pictures компанії Paramount Global)
- Amblin Partners (незначна частка) (JV)
  - Amblin Entertainment
  - Amblin Television
  - DreamWorks Pictures
  - Storyteller Distribution[4]

## Фільмотека
На додаток до власної бібліотеки Universal випускає каталог 1929—1949 років Paramount Pictures компанії EMKA, Ltd., що належить дочірній компанії Universal Television.

### Серії фільмів
| Назва                              | Дата виходу                 | Примітки |
| ---------------------------------- | --------------------------- | --- |
| Монстри Universal/Темний Всесвіт   | 1925–56; 1979; 1999–дотепер | спільне виробництво з Sommers Company, Alphaville, Relativity Media, K/O Paper Products, Perfect World Pictures, і Blumhouse Productions                                                                         |
| Шерлок Холмс                       | 1936–47                     | |
| Ебботт і Костелло                  | 1940–55                     | |
| Вуді Вудпекер                      | 1941–дотепер                | спільне виробництво з Walter Lantz Studios та Universal Animation Studios |
| Ма та Па Кеттл                     | 1947–57                     | |
| Франциск Мул, що говорить          | 1950–56                     | |
| Псих                               | 1960–98                     | спільне виробництво з Paramount Pictures |
| Птахи                              | 1963–94                     | |
| Аеропорт                           | 1970–79                     | |
| Шакал                              | 1973–97                     | спільне виробництво Warwick Films, Alphaville та Mutual Film Company |
| Щелепи                             | 1975–87                     | |
| The Blues Brothers                 | 1980–98                     | спільне виробництво з SNL Studios |
| Хелловін                           | 1981–82, 2018–дотепер       | спільне виробництво з Compass International, De Laurentiis Entertainment Group, 20th Century Fox, Dimension Films, Miramax, The Weinstein Company, Metro-Goldwyn-Mayer, і Blumhouse Productions                  |
| Конан-варвар                       | 1982–84; TBA                | спільне виробництво з Lionsgate та Millennium Entertainment |
| Щось                               | 1982–2011; TBA              | спільне виробництво з Morgan Creek Productions та Strike Entertainment |
| Та, що породжує вогонь             | 1984–2022                   | |
| Назад у майбутнє                   | 1985–90                     | спільне виробництво з Amblin Entertainment |
| Американський хвіст                | 1986–99                     | спільне виробництво з Amblin Entertainment, Amblimation та Sullivan Bluth Studios |
| Земля первісних часів              | 1988–2016                   | спільне виробництво з Amblin Entertainment, Lucasfilm та Sullivan Bluth Studios |
| Дитяча гра / Чакі                  | 1990–98; 2013–дотепер       | спільне виробництво з Rogue Pictures, Relativity Media, Metro-Goldwyn-Mayer, і United Artists |
| Тремтіння землі                    | 1990–дотепер                | |
| Людина пітьми                      | 1990–96                     | спільне виробництво з Renaissance Pictures |
| Дитсадковий поліцейський           | 1990–2016                   | спільне виробництво з Imagine Entertainment |
| The Little Engine That Could       | 1991–2011                   | |
| Зворотна тяга                      | 1991–2019                   | спільне виробництво з Imagine Entertainment та Trilogy Entertainment Group |
| Бетховен                           | 1992–2014                   | |
| Парк Юрського періоду              | 1993–дотепер                | спільне виробництво з Amblin Entertainment, Legendary Entertainment, і The Kennedy/Marshall Company |
| Шлях Карліто                       | 1993–2005                   | |
| Важка мішень                       | 1993–2016                   | |
| Флінстоуни                         | 1994–2000                   | спільне виробництво з Hanna-Barbera та Amblin Entertainment |
| Патруль часу                       | 1994–2003                   | спільне виробництво з Renaissance Pictures |
| Бейб                               | 1995–98                     | |
| Каспер                             | 1995–2000; 2016–дотепер     | спільне виробництво з Amblin Entertainment, Harvey Films, Saban Ltd., і 20th Century Fox; правовласники через DreamWorks Classics                                                                                |
| Балто                              | 1995–2005                   | спільне виробництво з Amblin Entertainment та Amblimation |
| Фільми Аполлон                     | 1995–2018                   | спільне виробництво з Imagine Entertainment, Statement Pictures, CNN Films та Neon |
| Раптова смерть                     | 1995–2020                   | |
| Серце дракона                      | 1996–дотепер                | |
| Смерч                              | 1996–дотепер                | спільне виробництво з Amblin Entertainment та Warner Bros. (обидва 1996) |
| Містер Бін                         | 1997–2007                   | спільне виробництво з PolyGram Films, Gramercy Pictures, Working Title Films, StudioCanal, і Tiger Aspect Productions                                                                                            |
| Шафер                              | 1999–дотепер                | |
| Мумія                              | 1999–2008; 2017; TBA        | спільне виробництво з Relativity Media, Sommers Company, Alphaville, K/O Paper Products, і Perfect World Pictures                                                                                                |
| Американський пиріг                | 1999–дотепер                | |
| Всесвіт Джея Ворда                 | 1999–2014; 2016–дотепер     | спільне виробництво з Bullwinkle Studios, Mandeville Films, Walt Disney Pictures, Imagine Entertainment, TriBeCa Productions, DreamWorks Animation, DreamWorks Classics, 20th Century Fox, і Pacific Data Images |
| Знайомство з батьками              | 2000–10                     | спільне виробництво з DreamWorks Pictures, Paramount Pictures та TriBeCa Productions |
| Цілковита пітьма                   | 2000–13                     | спільне виробництво з Gramercy Pictures, USA Films, Original Film, і Relativity Media |
| Фільми Доктора Сьюза               | 2000–18                     | спільне виробництво з Imagine Entertainment, DreamWorks Pictures, 20th Century Fox, Blue Sky Studios, і Illumination                                                                                             |
| Добийся успіху                     | 2000–22                     | спільне виробництво з Strike Entertainment |
| Ганнібал Лектер                    | 2001–02                     | спільне виробництво з Metro-Goldwyn-Mayer, Orion Pictures, Scott Free Productions, The Weinstein Company, і De Laurentiis Entertainment Group                                                                    |
| Форсаж                             | 2001–дотепер                | спільне виробництво з Original Film, Relativity Media, і One Race Films |
| Шрек                               | 2001–дотепер                | спільне виробництво з DreamWorks Animation, Pacific Data Images, DreamWorks, Paramount Pictures, і 20th Century Fox                                                                                              |
| Джейсон Борн                       | 2002–дотепер                | спільне виробництво з The Kennedy/Marshall Company та Relativity Media. |
| Цар скорпіонів                     | 2002–18                     | спільне виробництво з Alphaville та WWE Studios |
| Всемогутній                        | 2003–07                     | спільне виробництво з Spyglass Entertainment, Shady Acres Entertainment, і Original Film |
| Галк                               | 2003–08; TBA                | including MCU's Неймовірний Халк (лише розповсюдження), право власників першої відмови (лише розповсюдження) будь-яких майбутніх сольних фільмів MCU Галка; спільне виробництво з Marvel Studios                 |
| Агент Джонні Інгліш                | 2003–18                     | спільне виробництво з StudioCanal та Working Title Films |
| Трилогія «Три смаки «Cornetto»»    | 2004–13                     | спільне виробництво з Rogue Pictures, Relativity Media, Focus Features, Working Title Films та StudioCanal |
| Ніч живих мерців                   | 2004–05                     | спільне виробництво з Atmosphere Entertainment, Romero/Grunwald Films, Cruel and Unusual Films та Strike Entertainment                                                                                           |
| Білий шум                          | 2005–07                     | спільне виробництво з Gold Circle Films |
| Doom                               | 2005–дотепер                | спільне виробництво з Di Bonaventura Pictures, Bethesda Softworks, і id Software |
| Моя жахлива няня                   | 2005–10                     | спільне виробництво з Working Title Films |
| Допитливий Джордж                  | 2006–дотепер                | спільне виробництво з Imagine Entertainment |
| Козирні тузи                       | 2007–дотепер                | спільне виробництво з Relativity Media |
| Мертва тиша                        | 2007–дотепер                | спільне виробництво з Twisted Pictures |
| Овочеві історії                    | 2008; 2016–дотепер          | правовласники через DreamWorks Classics; спільне виробництво з Big Idea Entertainment, FHE Pictures, Starz Animation                                                                                             |
| Панда Кунг-Фу                      | 2008–дотепер                | спільне виробництво з DreamWorks Animation, Oriental DreamWorks, Paramount Pictures та 20th Century Fox |
| Кіновсесвіт Marvel                 | 2008; TBA                   | Неймовірний Халк (власники прав на розповсюдження) лише, право на розповсюдження першочергових власників майбутніх фільмів Галка; спільне виробництво з Marvel Studios                                           |
| Мамма Міа                          | 2008–18                     | спільне виробництво з Relativity Media, Playtone, LittleStar, Legendary Entertainment та Perfect World Pictures                                                                                                  |
| Смертельні перегони                | 2008–дотепер                | спільне виробництво з New Horizons, Cruise/Wagner Productions та Relativity Media |
| Незнайомці                         | 2008–дотепер                | спільне виробництво з Intrepid Pictures, Relativity Media, Rogue Pictures та Aviron Pictures |
| Монстри проти чужих                | 2009–14                     | спільне виробництво з DreamWorks Animation та Paramount Pictures |
| Мочилка та Пипець                  | 2010–13                     | спільне виробництво з Lionsgate та Marv Films |
| Як приборкати дракона              | 2010–19                     | спільне виробництво з DreamWorks Animation, Pacific Data Images, Paramount Pictures та 20th Century Fox |
| Нікчемний я                        | 2010–дотепер                | спільне виробництво з Illumination |
| Третій зайвий                      | 2012–15                     | спільне виробництво з Media Rights Capital, Bluegrass Films, і Fuzzy Door Productions |
| Людина з…                          | 2012–15                     | спільне виробництво з Strike Entertainment та Bluegrass Films |
| Pitch Perfect                      | 2012–17                     | спільне виробництво з Gold Circle Films та Brownstone Productions |
| Чистка                             | 2013–дотепер                | спільне виробництво з Blumhouse Productions та Platinum Dunes |
| Сімейка Крудсів                    | 2013–дотепер                | спільне виробництво з DreamWorks Animation та 20th Century Fox |
| Віджа                              | 2014–16                     | спільне виробництво з Blumhouse Productions, Hasbro Studios, Genre Films, і Platinum Dunes |
| Сусіди                             | 2014–16                     | спільне виробництво з Point Grey Pictures, Relativity Media, and Good Universe |
| Шалений патруль                    | 2014–16                     | спільне виробництво з Relativity Media and Perfect World Pictures |
| Прибрати з друзів                  | 2014–18                     | спільне виробництво з Blumhouse Productions та Bazelevs Company |
| П'ятдесят відтінків сірого         | 2015–18                     | спільне виробництво з Focus Features, Michael De Luca Productions та Trigger Street Productions |
| Секрети домашніх тварин (франшиза) | 2016–дотепер                | спільне виробництво з Illumination |
| Тролі                              | 2016–дотепер                | спільне виробництво з DreamWorks Animation та 20th Century Fox |
| Співай                             | 2016–дотепер                | спільне виробництво з Illumination |
| Невразливий                        | 2016–19                     | спільне виробництво з Touchstone Pictures, Blinding Edge Pictures, і Blumhouse Productions |
| Бебі бос                           | 2017–дотепер                | спільне виробництво з DreamWorks Animation та 20th Century Fox |
| Сніговик                           | 2017–дотепер                | спільне виробництво з Perfect World Pictures |
| Щасливий день смерті               | 2017–дотепер                | спільне виробництво з Blumhouse Productions |
| Астрал                             | 2018; TBA                   | спільне виробництво з FilmDistrict, Focus Features, Gramercy Pictures, IM Global, Alliance Films, Stage 6 Films, Entertainment One, і Blumhouse Productions                                                      |
| Тихоокеанський рубіж               | 2018; TBA                   | спільне виробництво з Legendary Entertainment та Warner Bros. |
| Родина Адамсів                     | 2019–дотепер                | International distributor; спільне виробництво з Metro-Goldwyn-Mayer та Bron Creative |

### Найкасовіші фільми
Universal була першою студією, яка заробила три мільярди на фільмах за один рік; це було досягнуто в 2015 році з Форсаж 7, Світ Юрського періоду і Посіпаки.
| Ранг | Назва                                    | Рік  | Касові збори |
| ---- | ---------------------------------------- | ---- | ------------ |
| 1    | Світ Юрського періоду                    | 2015 | $652,270,625 |
| 2    | Світ Юрського періоду 2                  | 2018 | $417,719,760 |
| 3    | Секрети домашніх тварин                  | 2016 | $368,384,330 |
| 4    | Нікчемний Я 2                            | 2013 | $368,061,265 |
| 5    | Іншопланетянин                           | 1982 | $359,197,037 |
| 6    | Парк Юрського періоду                    | 1993 | $357,067,947 |
| 7    | Форсаж 7                                 | 2015 | $353,007,020 |
| 8    | Посіпаки                                 | 2015 | $336,045,770 |
| 9    | Знайомство з Факерами                    | 2004 | $279,261,160 |
| 10   | Ґрінч                                    | 2018 | $270,620,950 |
| 11   | Співай                                   | 2016 | $270,329,045 |
| 12   | Нікчемний я 3                            | 2017 | $264,624,300 |
| 13   | Як Ґрінч украв Різдво                    | 2000 | $260,044,825 |
| 14   | Щелепи                                   | 1975 | $260,000,000 |
| 15   | Нікчемний Я                              | 2010 | $251,513,985 |
| 16   | Брюс Всемогутній                         | 2003 | $242,829,261 |
| 17   | Форсаж 6                                 | 2013 | $238,679,850 |
| 18   | Парк Юрського періоду 2: Загублений світ | 1997 | $229,086,679 |
| 19   | Ультиматум Борна                         | 2007 | $227,471,070 |
| 20   | Форсаж 8                                 | 2017 | $226,008,385 |
| 21   | Третій зайвий                            | 2012 | $218,815,487 |
| 22   | Кінг-Конг                                | 2005 | $218,080,025 |
| 23   | Лоракс                                   | 2012 | $214,030,500 |
| 24   | Назад у майбутнє                         | 1985 | $210,609,762 |
| 25   | Форсаж 5: Пограбування в Ріо             | 2011 | $209,837,675 |

| Ранг | Назва                                    | Рік  | Касові збори   |
| ---- | ---------------------------------------- | ---- | -------------- |
| 1    | Світ Юрського періоду                    | 2015 | $1,670,400,637 |
| 2    | Форсаж 7                                 | 2015 | $1,516,045,911 |
| 3    | Світ Юрського періоду 2                  | 2018 | $1,308,534,046 |
| 4    | Форсаж 8                                 | 2017 | $1,238,764,765 |
| 5    | Посіпаки                                 | 2015 | $1,159,398,397 |
| 6    | Нікчемний я 3                            | 2017 | $1,034,800,131 |
| 7    | Парк Юрського періоду ‡                  | 1993 | $1,033,928,303 |
| 8    | Нікчемний Я 2                            | 2013 | $970,761,885   |
| 9    | Секрети домашніх тварин                  | 2016 | $875,457,937   |
| 10   | Іншопланетянин ‡                         | 1982 | $792,910,554   |
| 11   | Форсаж 6                                 | 2013 | $788,679,850   |
| 12   | 007: Не час помирати                     | 2021 | $774,153,007   |
| 13   | Форсаж 9                                 | 2021 | $726,229,501   |
| 14   | Форсаж: Гоббс та Шоу                     | 2019 | $721,040,050   |
| 15   | Співай                                   | 2016 | $631,214,341   |
| 16   | Форсаж 5: Пограбування в Ріо             | 2011 | $626,137,675   |
| 17   | Парк Юрського періоду 2: Загублений світ | 1997 | $618,638,999   |
| 18   | Мамма Міа!                               | 2008 | $609,841,637   |
| 19   | П'ятдесят відтінків сірого               | 2015 | $571,006,128   |
| 20   | Кінг-Конг                                | 2005 | $550,517,357   |
| 21   | Третій зайвий                            | 2012 | $549,368,315   |
| 22   | Нікчемний Я                              | 2010 | $543,113,985   |
| 23   | Як приборкати дракона 3: Прихований світ | 2019 | $517,049,060   |
| 24   | Знайомство з Факерами                    | 2004 | $516,642,939   |
| 25   | Ґрінч                                    | 2018 | $511,303,509   |

‡ Включає театральне перевидання.